# Lo que le pasó a Santiago
Lo que le pasó a Santiago é um filme de drama portorriquenho de 1989 dirigido e escrito por Jacobo Morales. Foi indicado ao Oscar de melhor filme estrangeiro na edição de 1990, representando Porto Rico.

## Elenco
- Tommy Muñiz - Santiago Rodríguez
- Gladys Rodríguez - Angelina
- Jacobo Morales - Aristides Esquilín
- René Monclova - Eddie
- Johanna Rosaly - Nereida
- Roberto Vigoreaux - Gerardo